# Bartle Kleber
Bartle Kleber, auch Bartholomäus Kleber (* 8. Juli 1884 in Andelsbuch; † 11. September 1953 in Innsbruck) war ein österreichischer Maler und Grafiker.

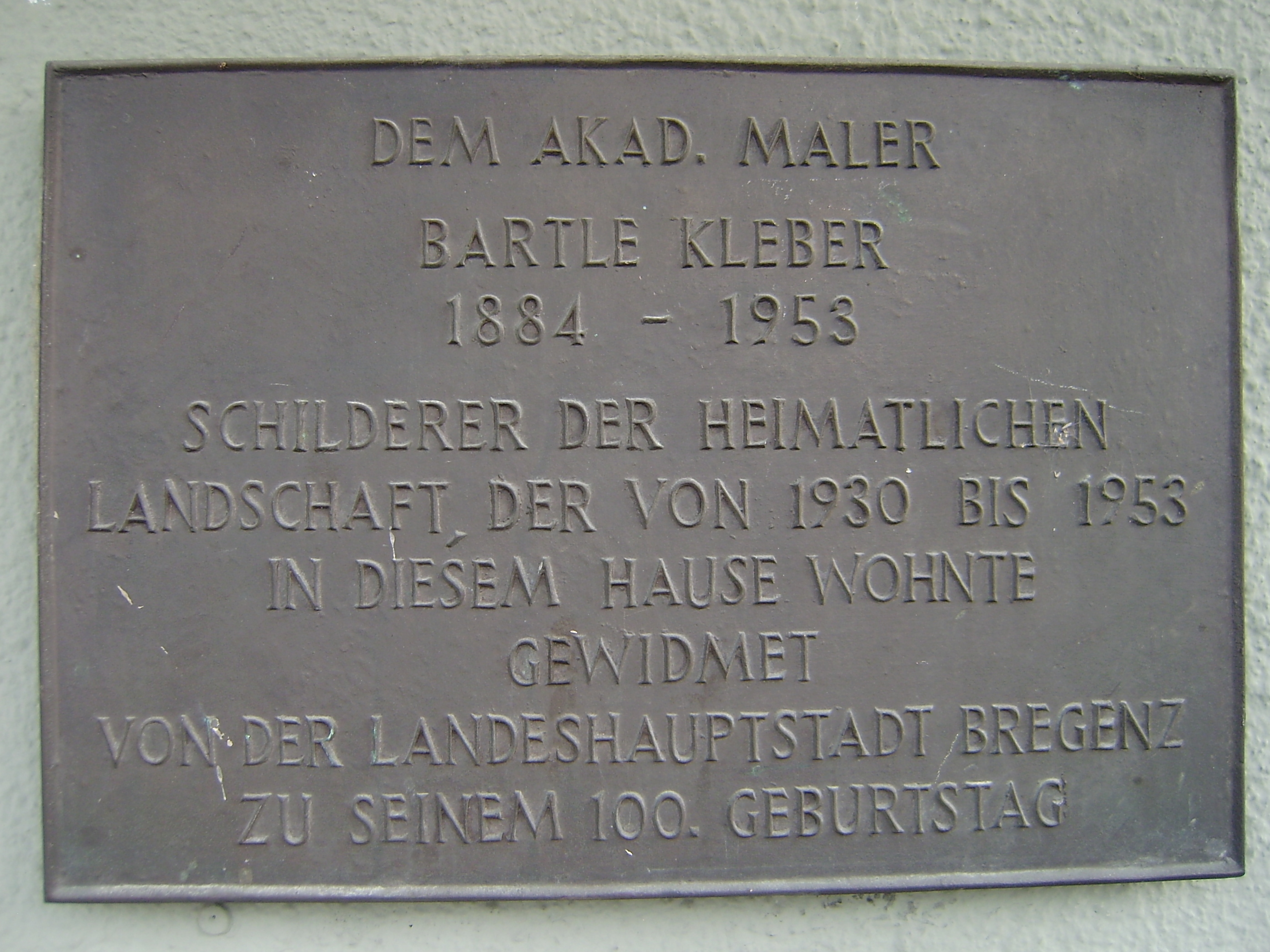
Erinnerungstafel am Wohnhaus Klebers

## Leben
Bartle Kleber war der Sohn der Maria Christina Halbeisen, die aus Andelsbuch stammte. Er absolvierte eine Lehre für Dekorationsmalerei in Dornbirn und besuchte seit 1900 die Kunstgewerbeschule in München. Danach studierte er an der Akademie der Bildenden Künste in München und lernte unter Karl Raupp und Martin Feuerstein. Wie viele andere junge deutsche Maler zog ihn der Mittelmeerraum an und er unternahm überwiegend zu Fuß von 1903 bis 1904 eine zweijährige abenteuerliche Studienreise durch Italien, Griechenland, Ägypten und den Nahen Osten, auf der er viel zeichnete und malte. Nach seiner Rückkehr setzte er seine Studien vier Jahre in München und zwei Jahre in Wien (u. a. bei Alois Delug) fort. Er unternahm eine weitere Reise nach Persien.
Er arbeitete zunächst als Kirchen- und Dekorationsmaler im In- und Ausland und schuf z. B. 1914 die Märchenbilder an der Hauptschule Bregenz-Belruptstraße. Ab dem Ersten Weltkrieg als freischaffender Künstler tätig, unterrichtete er auch als Zeichenlehrer an verschiedenen Schulen, u. a. 1910 bis 1914 an der Bauhandwerkerschule in Dornbirn und in Bregenz. 1921 entwarf er das im Steindruckverfahren hergestellte Landesnotgeld (50-Heller-Scheine).
Eine Serie von Rötelzeichnungen von Kleber war den Porträts prominenter Persönlichkeiten gewidmet: 1924 porträtierte Kleber den Bundeskanzler Ignaz Seipel, als dieser nach einem Schussattentat im Sanatorium Mehrerau bei Bregenz einen Erholungsaufenthalt absolvierte. Vermittelt hatte diese Möglichkeit Landeshauptmann Otto Ender, den Kleber 1925 porträtierte (übrigens auch die Frau Landeshauptmann Maria Ender). Auch vom Vizekanzler a. D. und Nationalratsabgeordneten Jodok Fink entstand 1925 eine Rötelzeichnung.
Von 1926 an bis zu seinem Lebensende wirkte er in Bregenz und kam dort zu hohem Ansehen. 1927 porträtierte er den damaligen Bundeskanzler Ignaz Seipel. Das von ihm 1935 an der Westseite der Pfarrkirche Schwarzenberg geschaffene Fresko ist heute nicht mehr erhalten.
Ab 1930 wohnte er im denkmalgeschützten Haus Bahnhofstraße 31, an dem auch eine Erinnerungstafel angebracht ist.
Während der NS-Herrschaft avancierte Bartle Kleber zu einem herausragenden „NS-Kunstfunktionär Vorarlbergs“: er war nicht nur auf der Großausstellung „Berge und Menschen der Ostmark“, die von März bis April 1939 im Wiener Künstlerhaus gezeigt wurde, mit drei Bildern vertreten, sondern sprach auch auf dem Begräbnis von Rudolf Wacker. Er malte ein Porträt des Vorarlberger NS-Landeshauptmannes Anton Plankensteiner und wurde unter allen Künstlern von Gauleiter Franz Hofer zu den „Getreuen“ gezählt.
In den letzten Kriegstagen des Jahres 1945 verlor er durch einen Brand in seinem Atelier 430 Bilder (vorwiegend Aquarelle) und seine Bibliothek. Er war mit Alfons Fritz befreundet.

## Künstlerischer Stil
Kleber beherrschte in seiner Malerei und Grafik sehr unterschiedliche Techniken, hatte aber mit seiner Porträt- und Landschaftsmalerei in Tempera- und Aquarelltechnik im realistisch-naturalistischen Stil den größten Erfolg. Seine weit verstreuten Werke befinden sich überwiegend in Privatbesitz.

## Auszeichnungen
- 1935 Österreichischer Staatspreis für Bildnis- und Landschaftsmalerei.

## Ausstellungen
2018 und 2019 wurde zu Bartle Kleber eine von Rudolf Sagmeister kuratierte Ausstellung in Jerusalem und in Schwarzenberg im Bregenzerwald, Vorarlberg, gezeigt, in der es um seine Orientreise geht, seine NS-Karriere jedoch ausgeblendet wurde. Die vom ORF, von Peter Niedermair (Kultur. Zeitschrift für Kultur und Gesellschaft) und Christa Dietrich (Vorarlberger Nachrichten) sehr gelobte Ausstellung war im Österreichischen Hospiz in Jerusalem vom 23. September bis zum 20. Dezember 2018 zu sehen und danach vom 14. Februar bis zum 2. Juni 2019 im Angelika-Kauffmann-Museum in Schwarzenberg.

## Werke
- Zyklus Märchen- und Sagenbilder in den Sturzfeldern als Fassadenmalerei an der 1914 erbauten heutigen Mittelschule Bregenz-Stadt, Belruptstraße 37, Bregenz.

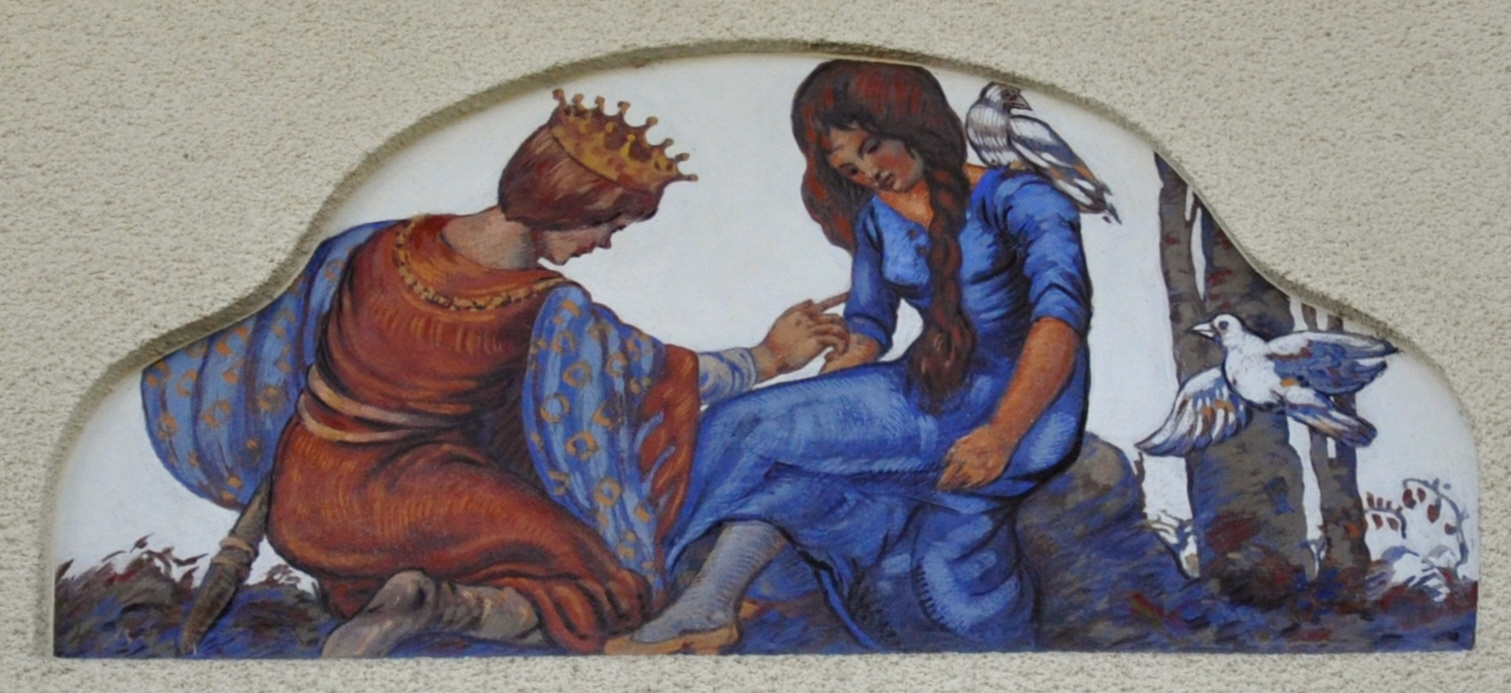
Aschenputtel
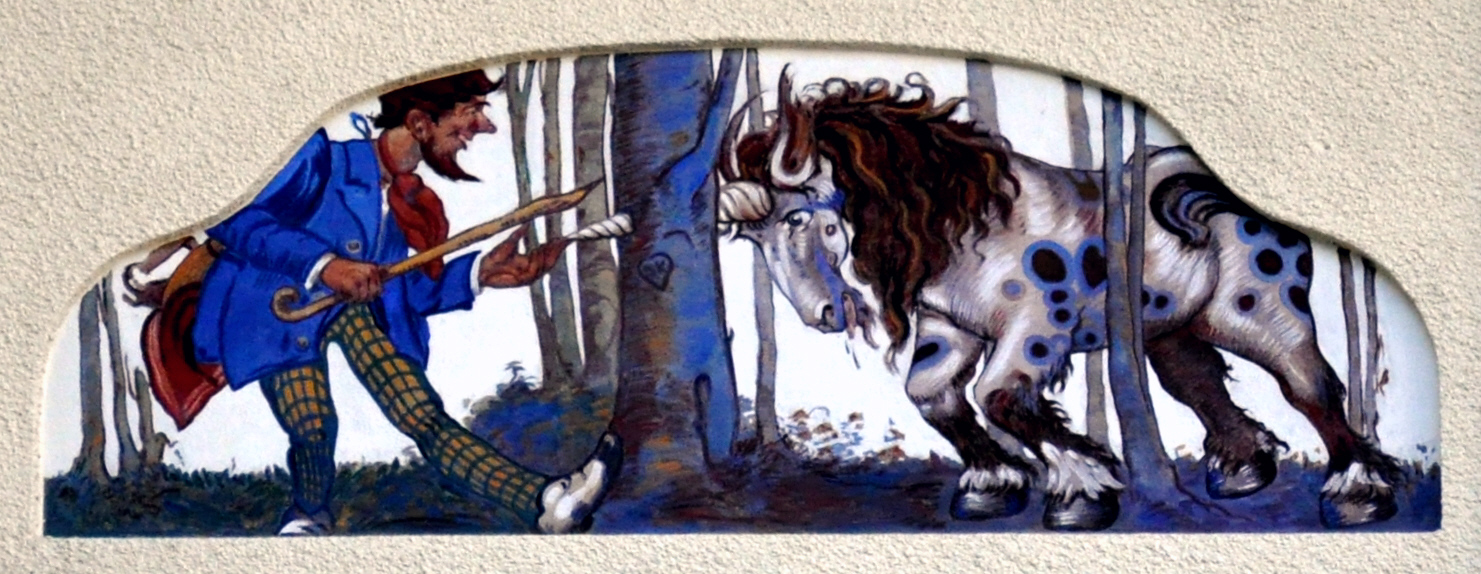
Das tapfere Schneiderlein (und das Einhorn)
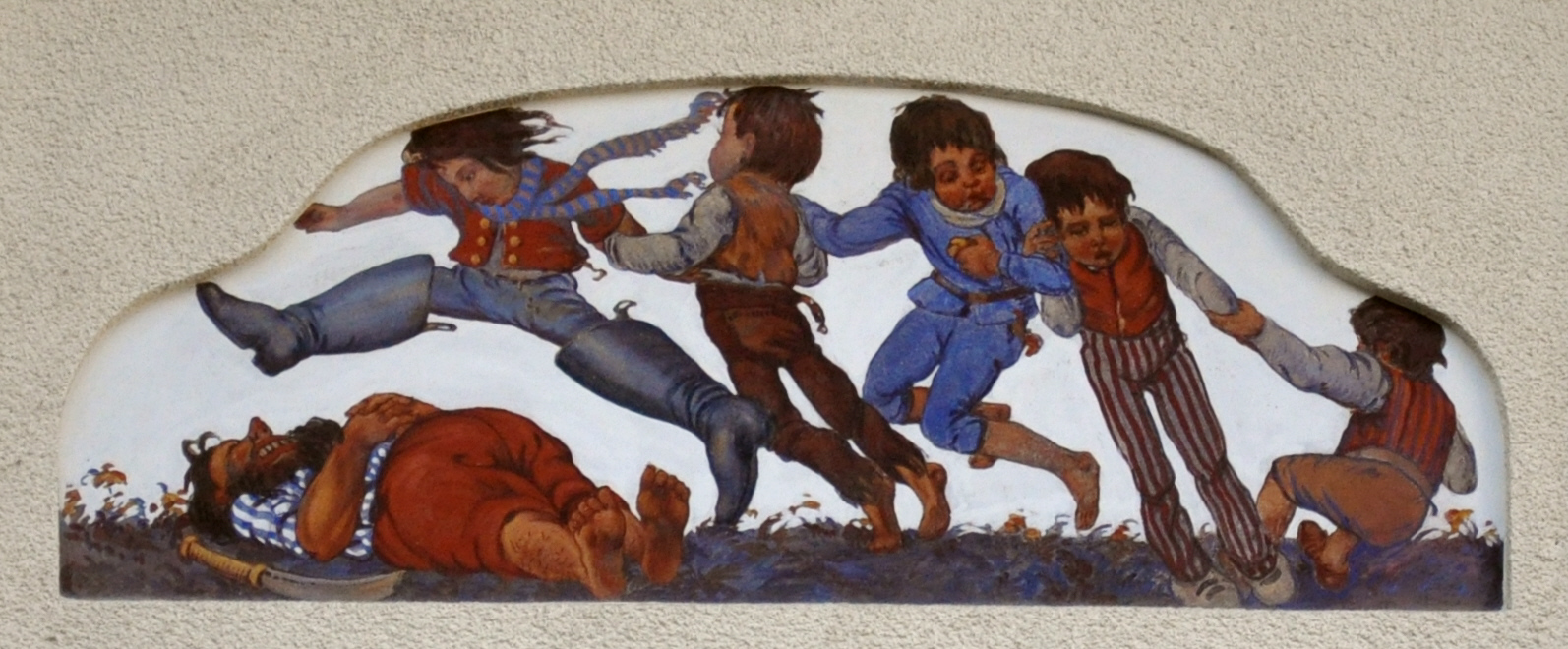
Der kleine Däumling (mit Siebenmeilenstiefeln über den Menschenfresser)
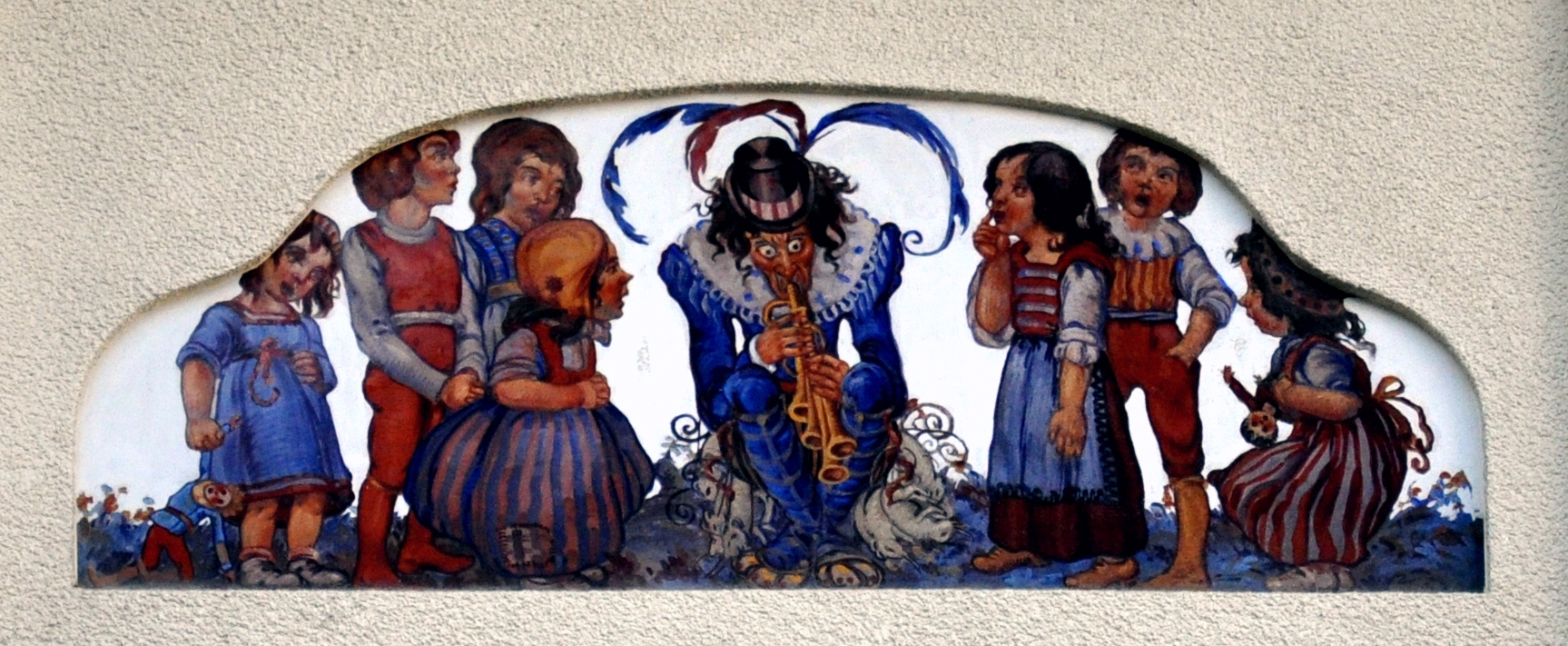
Der Rattenfänger von Hameln
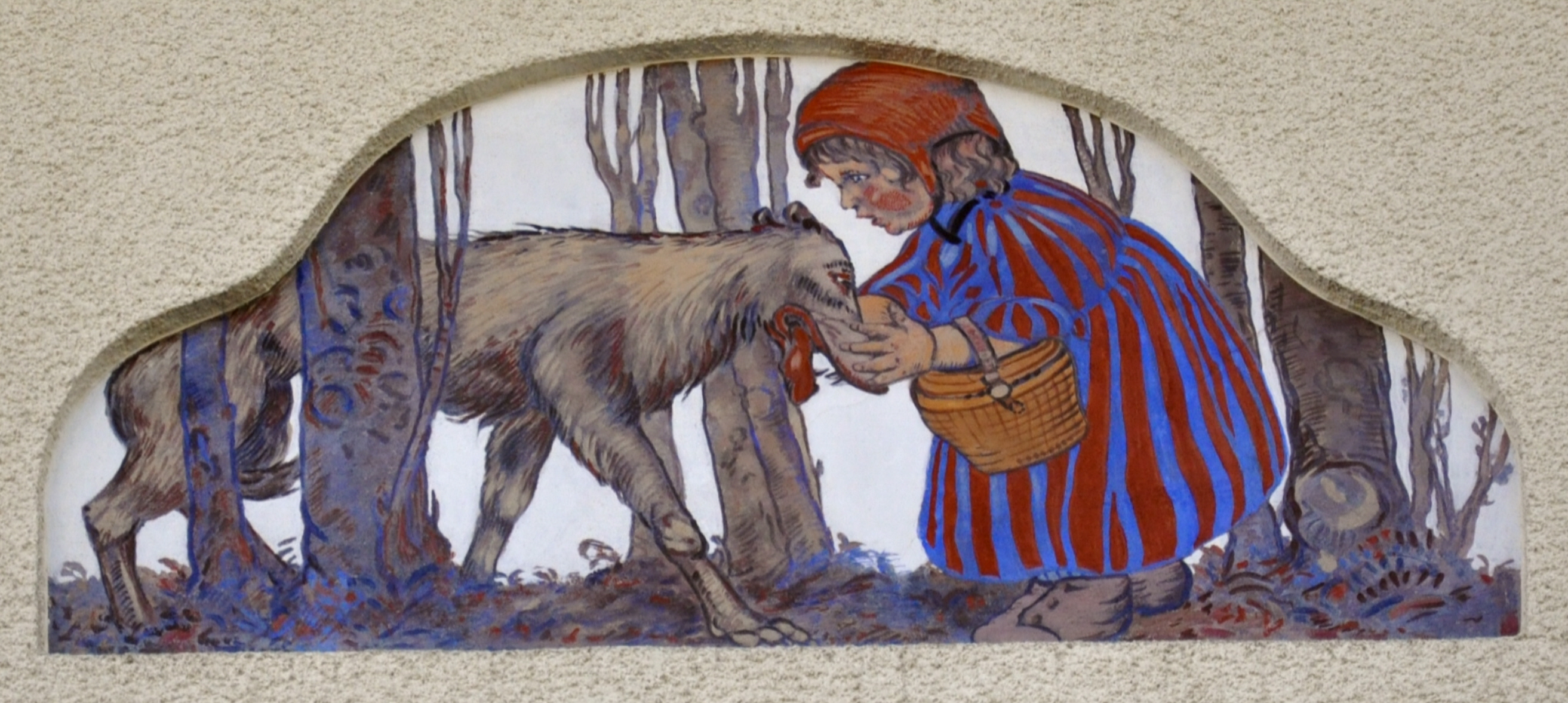
Rotkäppchen und der Wolf
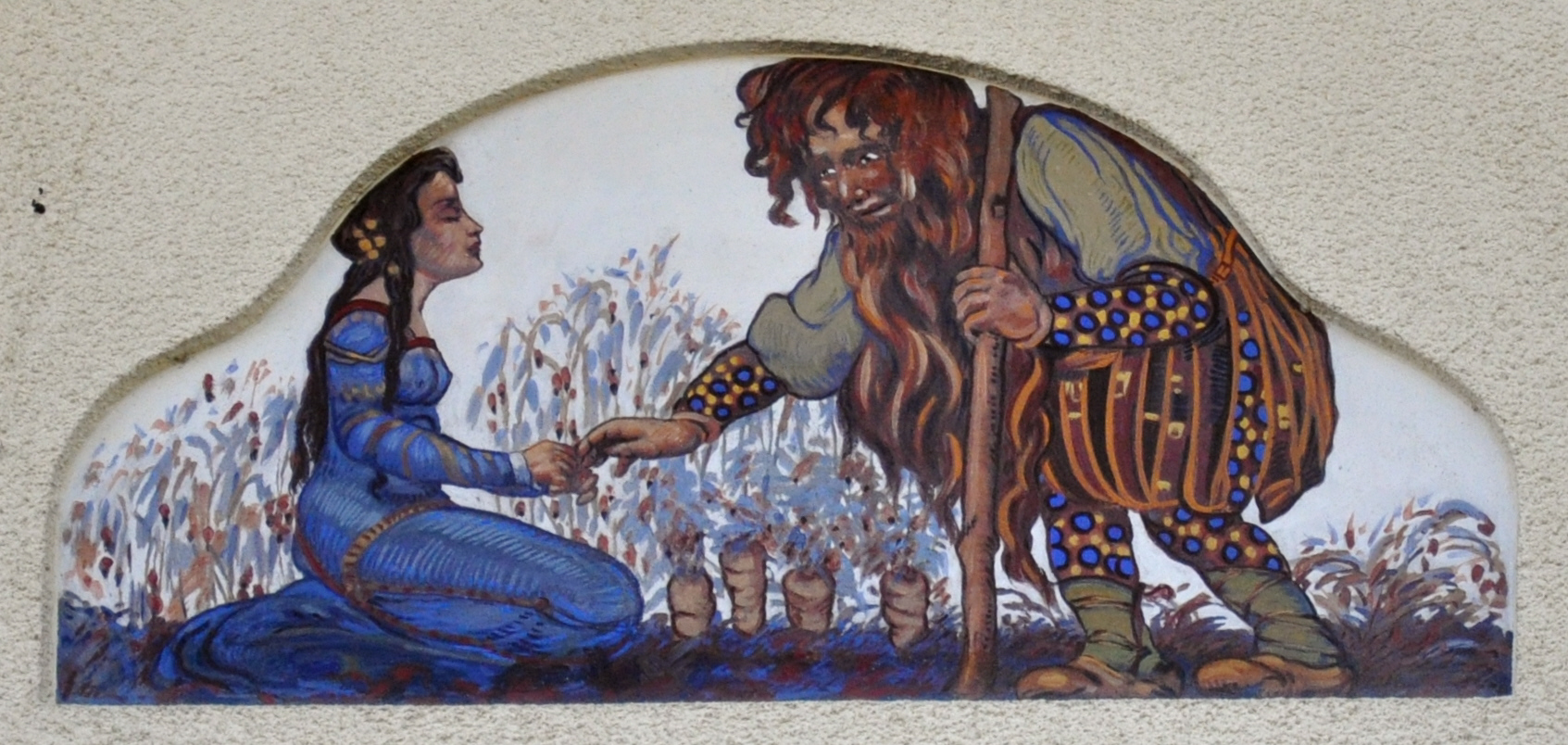
Rübezahl
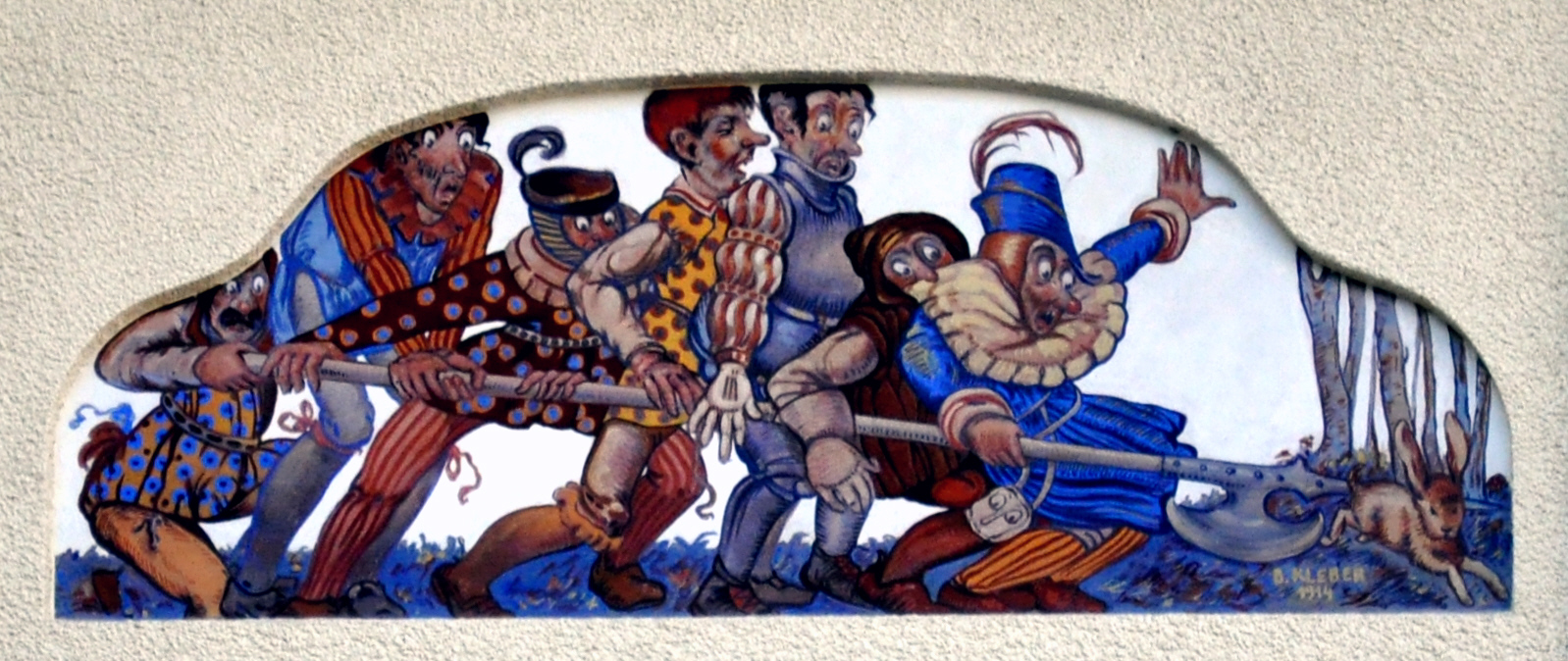
Die Sieben Schwaben
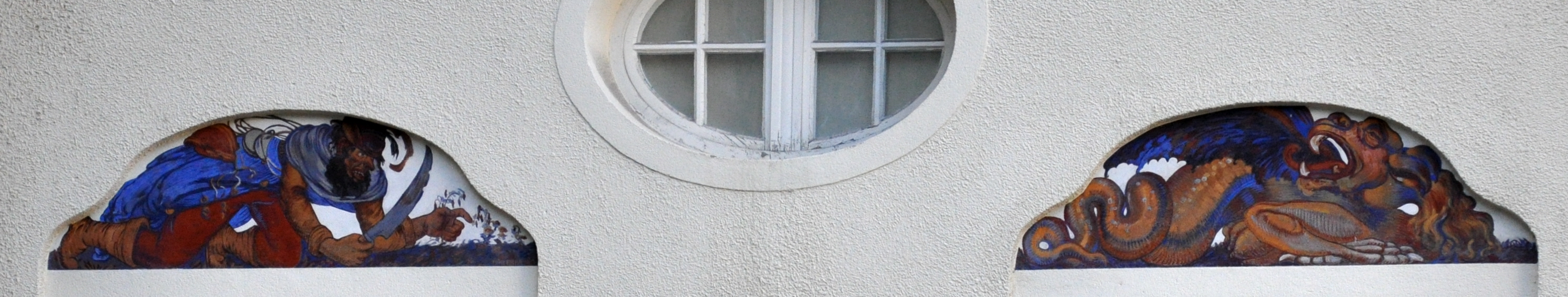
Motive aus einem Märchen/einer Sage
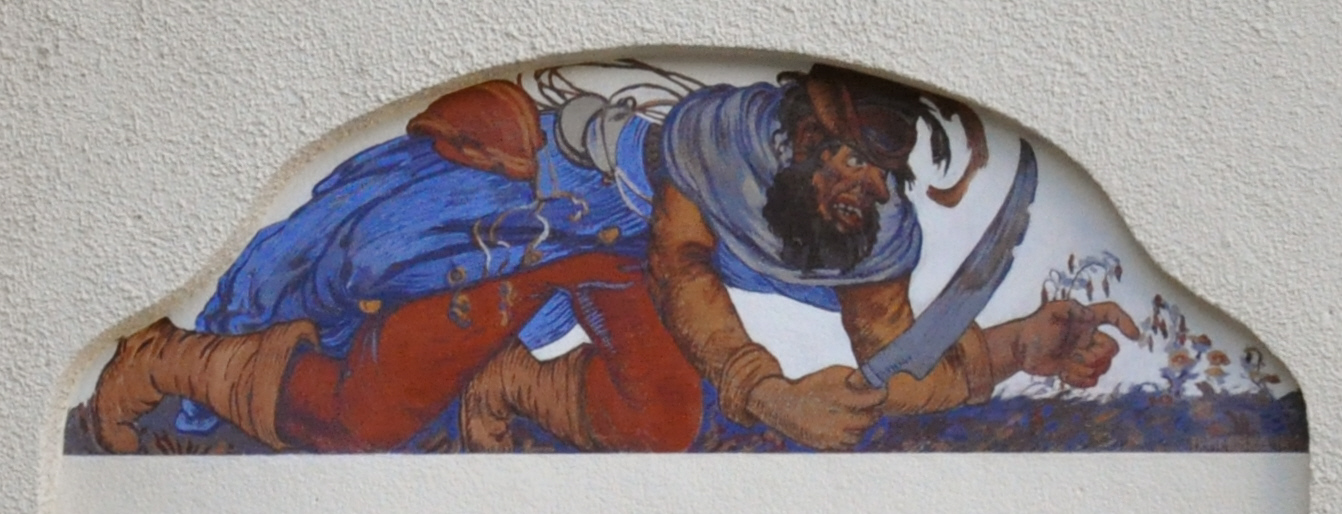
Motiv aus einem Märchen/einer Sage
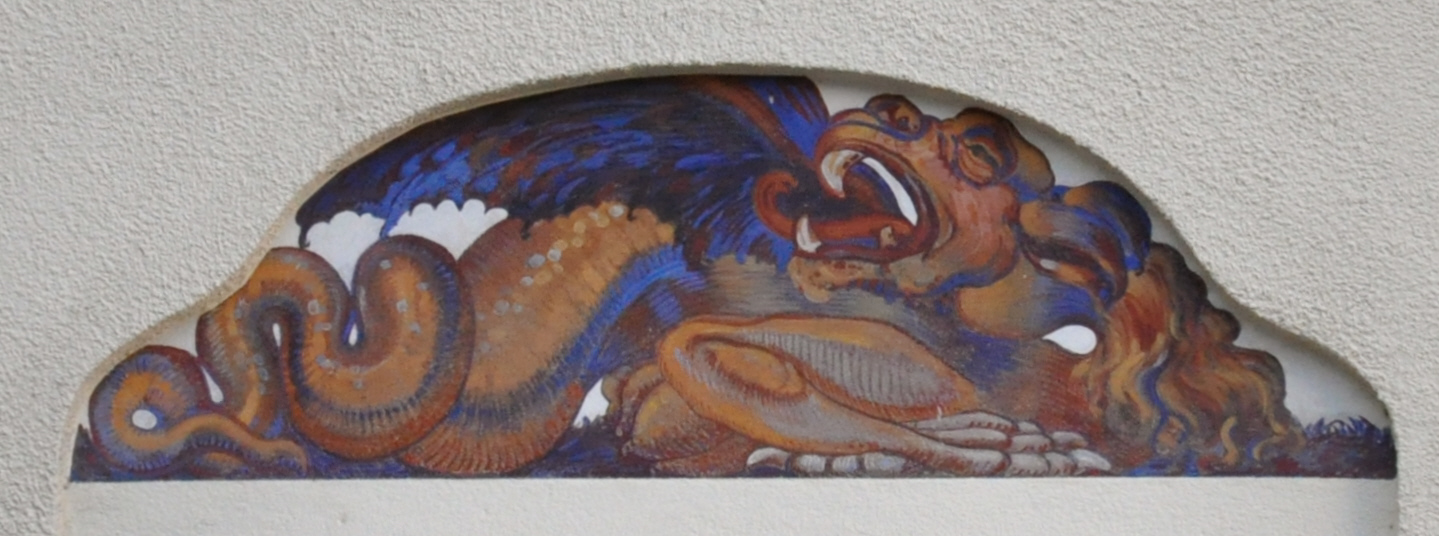
Motiv aus einem Märchen/einer Sage

## Publikationen
- Bartle Kleber: Malerreise in den Orient 1903–1904. Tagebuch und Notizen. Vorarlberger Landesmuseum, Bregenz 2004, ISBN 3-901802-19-3.